# Corsomyza ochrostoma
Corsomyza ochrostoma är en tvåvingeart som beskrevs av Hesse 1938. Corsomyza ochrostoma ingår i släktet Corsomyza och familjen svävflugor. Inga underarter finns listade i Catalogue of Life.